# Classe Feyza-i Bahri
La classe Feyza-i Bahri fu una classe navale di due incrociatori protetti della marina militare ottomana impostata nel 1889 e mai completata.

## Storia
Dopo la grande espansione avvenuta tra il 1861 e il 1876, voluta dal sultano Abdul Aziz, che portò la Osmanlı Donanması a divenire la terza potenza navale del mondo dietro a Gran Bretagna a Francia il suo successore, Abdul Hamid II, decise di tagliare i fondi necessari all'acquisto di nuovi mezzi, ma necessari anche alla manutenzione della flotta. Durante la guerra tra Russia e Impero Ottomano del 1877-1878 la flotta non diede una buona prova, anche se guidata da un valente ufficiale inglese, il bahrie limassi Hobart Pasha. Tra l'inizio degli anni ottanta e novanta del XIX secolo, il nuovo sultano decise di pensionare numerosi ammiragli compreso Hobart Pasha, cancellando nel contempo numerosi contratti per la realizzazione di navi all'estero. All'inizio degli anni novanta, per contrastare l'invecchiamento della flotta, fu deciso di avviare un limitato piano di rafforzamento che verteva sulla realizzazione della nave da battaglia Abdul Kadir, su due incrociatori protetti classe Hüdâvendigâr, e su due più piccoli classe Feyza-i Bahri.
I due incrociatori protetti più piccoli vennero ordinati nel maggio 1889, e l'unità capoclasse fu impostata presso il cantiere navale Tersâne-i Âmire di Costantinopoli nel maggio 1891. L'armamento principale previsto verteva su sei cannoni da 150 mm L/45, mentre quello secondario si basava su 4 pezzi da 47 mm a tiro rapido e cinque tubi lanciasiluri da 450 mm. La seconda unità della classe, la Sadiye, venne impostata il 9 novembre dello stesso anno. La costruzione delle due unità andò a rilento e fu arrestata nel corso del 1897, in quanto la categoria degli incrociatori protetti stava rapidamente divenendo obsoleta, sostituita sugli scali dai più potenti incrociatori corazzati. Durante il conflitto con la Grecia, avvenuto tra il febbraio 1896 e il settembre 1897, la flotta da battaglia ottomana diede una pessima prova e si rese evidente che urgeva un piano di rafforzamento. Il Ministro della Marina, Hassan Rahmi Pasha, convocò una commissione di inchiesta che stilò un impietoso rapporto sullo stato della flotta, consegnato già il 27 giugno 1897. Nel 1904 venne previsto il completamento delle due unità, ancora sullo scalo di costruzione, con un armamento modificato. Nessuna delle due navi venne mai completata, e ciò che ne era stato realizzato venne demolito in cantiere tra il 1906 e il 1909.

### Annotazioni
1. ↑  Profondamente conservatore il Sultano Abdul Hamid II riteneva gli ammiragli troppo progressisti.
2. ↑  Per due volte le navi non riuscirono a salpare dal Mar di Marmara, neanche al traino dei rimorchiatori.
3. ↑  L'armamento previsto si basava su 6 cannoni da 120/50, 4 da 47 a tiro rapido, 4 da 37 e 5 tubi lanciasiluri singoli da 457 mm.

### Fonti
1. 1 2 3 4 5 6  Langensiepen, Güleryüz 1995, p. 148.
2. 1 2 3 4  Da Frè 2011, p. 82.
3. 1 2 3 4 5 6 7  Da Frè 2011, p. 83.
4. ↑  Langensiepen, Güleryüz 1995, p. 7.
5. ↑  Langensiepen, Güleryüz 1995, p. 9.
6. 1 2 3  Da Frè 2011, p. 84.